# Glanegg
Glanegg es un municipio situado en el distrito de Feldkirchen, en el estado de Carintia, Austria. Tiene una población estimada, a inicios de 2023, de 1778 habitantes.
Está ubicado en el centro del estado, cerca de la frontera con los estados de Salzburgo y Estiria.